# Minoritská bašta
Minoritská bašta (označovaná též jako Středověká bašta) byla hlavní ze tří obranných bašt střežících severovýchodní nároží městského opevnění v Kadani. Bašta je součástí druhého, tzv. parkánového hradebního pásu, který byl zbudován v průběhu 15. století.

## Historie
Dělová bašta rondelového typu má na některých místech až čtyři metry široké kamenné zdivo a bývalo v ní umístěno až osm stanovišť pro těžké palné zbraně. Bašta byla také opatřena podsebitím, což dále rozšiřovalo možnosti obránců. Rozsáhlé palebné pole bašty zaujímalo prostor od Prunéřovské brány až po údolí říčky Bystřice na Špitálském předměstí. Její název je odvozen od přilehlého minoritského kláštera svatého Michaela z první poloviny 13. století, který se nachází za baštou. Obvodové zdi kláštera byly přímou součástí vnitřního hradebního pásu, jeho nároží pak bylo uzpůsobeno také jako obranná bašta. Třetí obranná bašta v prostoru pod Minoritskou baštou byla součástí vnějšího hradebního pásu, před nímž byl vyhlouben hradební příkop. Tato bašta sloužila v průběhu druhé poloviny 19. století jako synagoga, proto je někdy nazývána také jako Židovský templ. Na konci 19. století byla bašta prodána do soukromého vlastnictví. Blízký obranný komplex Prunéřovské brány byl zničen během asanace městského opevnění na počátku 19. století.
Minoritská bašta prošla rozsáhlou rekonstrukcí během devadesátých let 20. století, kdy získala také novou střechu. Po rekonstrukci sloužila jako restaurace, poté došlo k adaptaci na muzejní využití. Od roku 2013 se v prostorách Minoritské bašty nachází expozice Městského muzea v Kadani s názvem Militaria. Ta je věnována vojenským a válečným dějinám města od dob raného středověku až po druhou světovou válku. Součástí interaktivní expozice jsou mimo jiné i repliky zbraní a zbroje. V expozici se nachází také maketa bunkru tzv. řopíku, které byly stavěny v průběhu třicátých let 20. století také v okolí Kadaně. V patře bašty je výstavní prostor pro krátkodobé výstavy.

## Galerie

Židovský templ
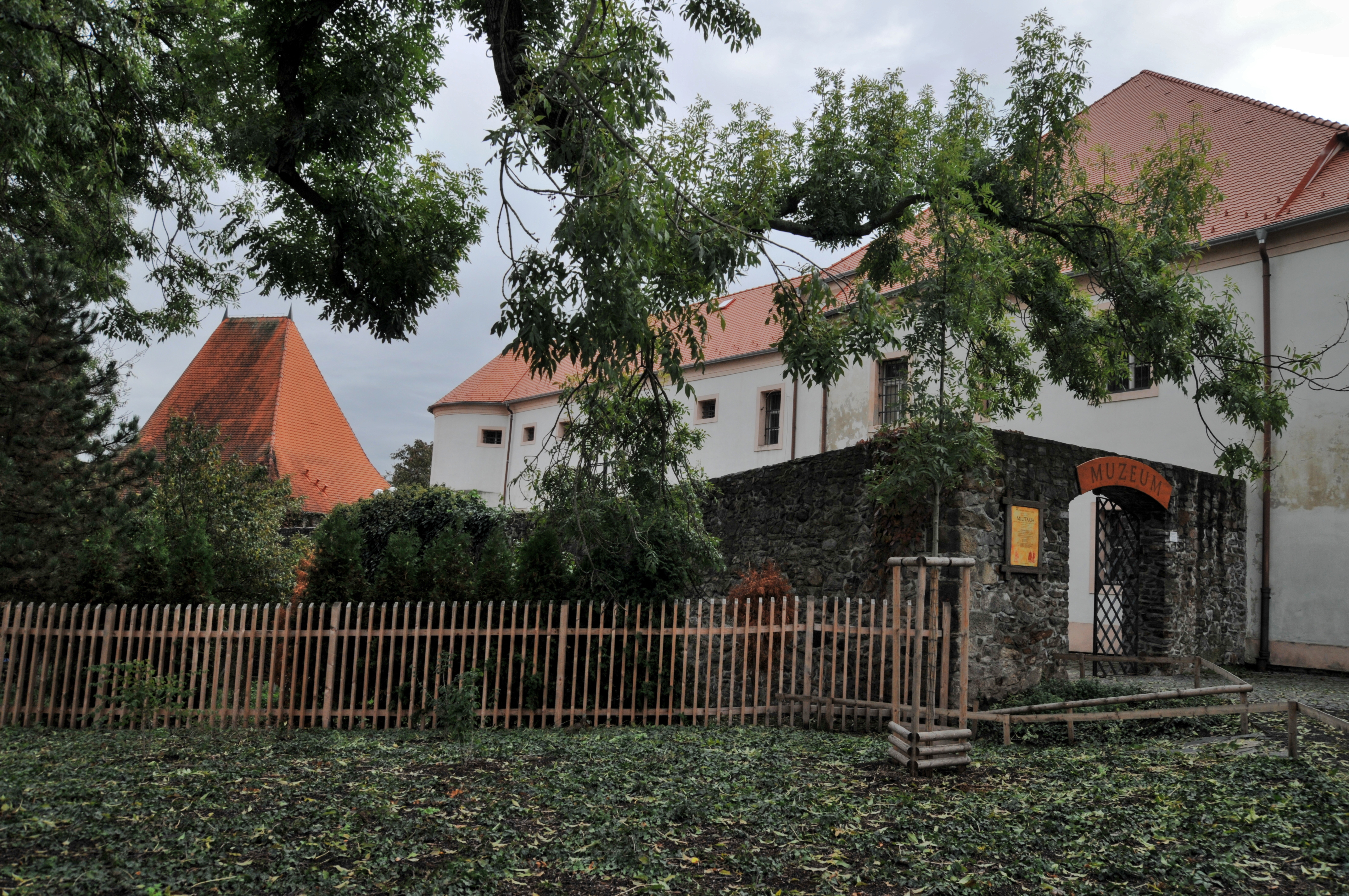
Minoritský klášter a střecha Minoritské bašty